# كبير الموظفين العموميين
كبير الموظفين العموميين (بالإنجليزية: Chief Magistrate) هو موظف عمومي، يعمل في السلك التنفيذي أو القضائي، ويكون منصبه هو الأعلى في فئته. تاريخيًا، كثيرًا ما كان يتم الخلط بين المعاني المختلفة للكلمة الإنجليزية magistrate (موظف عمومي)، حيث تشير كما قد يقتضي الحال إلى موظف سياسي أو إداري كبير (على المستوى دون الوطني أو المستعمرة) أو إلى قاض.

## الحاكم (Governing chief magistrates)
إذا كان الاختصاص الذي يترأسه الشخص له صلة بكيان الدولة (ذات سيادة أم لا)، فإن هذا الشخص يكون رأس الدولة ورئيس تنفيذي (في درجات مختلفة من السلطة). ومع ذلك، فإن المعنى الدقيق لها يعتمد على الظروف التي يوجد بها.

### الدول الأوروبية
في العصور القديمة، تضمن تعبير كبير الموظفين العموميين "Chief magistratures" الألقاب التالية:
- قنصل
- دكتاتور
- سوفيت (قاض)

وقد تضمن في العصر الإقطاعي (وفيما بعده في بعض الأحيان) الألقاب التالية:
- قنصل
- غونفالونييري (حامل العلم)
- عمدة المدينة والعمدة وما في حكمه مثل (أوبر)بيرجمستر باللغة الألمانية، و (اللورد) بروفوست في إسكتلندا
- بودستا
- بريزيدنت دل ماجستراتو
- مدير

كما يستخدم «كبير الموظفين العموميين» كتعبير إنجليزي عام للإشارة إلى مناصب متعددة جميعها في دور رأس الدولة في مختلف الكانتونات السويسرية (الكونفيدرالية)، حيث يعرف هذا النمط بـ لاندمان.

### الوظائف والألقاب الاستعمارية
- كانت جزر كايمان جزءًا من الإمبراطورية الإنجليزية التي عرفت فيما بعد بالإمبراطورية البريطانية منذ 18 يوليو 1670. حيث كانت في البداية جزءًا من جامايكا، ثم أعلن عن كونها مستعمرة للتاج في 4 يوليو 1959، وقد كان لهذه المستعمرة «مديرًا» خاصًا بها، أصبح في نهاية المطاف «حاكمًا». وعند إنشاء المستوطنات الدائمة للمرة الأولى، في حوالي عام 1734، عرفت أعلى سلطة استعمارية بكبير الموظفين العموميين. وحتى عام 1898، كان قد شغل هذا المنصب ثمانية أشخاص قبل ابتكار منصب المفوض.
- جزر الخليج، والتي دخلها البريطانيون في عام 1827، ثم أُعلنت مستعمرة بريطانية في عام 1860، فضلاً عن انتمائها للهندوراس. عينت بريطانيا اثنين من كبار الموظفين (ويليام فيتزجيبون [القائم بالأعمال] عام 1850، وجون جيمس هول، 1850-1852) قبل إعلان الجزر مستعمرة للتاج في ظل حكم جامايكا، ويمثلها محليًا اثنان من الرؤساء التنفيذيين (Presiding Magistrates): تشارلز هنري جونز كيولر 1852-1855، وألكسندر ويلسون موير 1855-1860.
- في ديسمر 1832، تأسست مستعمرة بورت كريسون على يد بلاك كويكرز بجمعيات الاستعمار بنيويورك وبنسلفانيا. وبعد تدميرها على يد مواطني الباسا في يونيو 1835، أعيد تأسيسها الشهر التالي بوصفها مستعمرة باسا كوف، والتي ضمت في عام 1837 مستوطنة إيدينا، والتي شكلتهاأيضًا جمعيات الاستعمار بنيويورك وبنسلفانيا. وحتى دمجها في الأول من أبريل عام 1839 في ليبيريا، كان حاكمها الفعلي يعرف بكبير الموظفين.
- كانت نورفولك منذ 1 نوفمبر 1856 تُحكم كإقليم منفصل (تابعة لنيو ساوث ويلز)، حيث تم إعادة توطين سكان جزيرة بيتكيرن في 8 يونيو 1856. وقد كان كبير الموظفين التنفيذيين أعلى السلطات الاستعمارية حتى ألغي الحكم الذاتي في 15 يناير 1897؛ ثم بعد ذلك، تم تعيين الإداريين.

بينما كانت زولولاند مستعمرة منفصلة للتاج البريطاني منذ 21 يونيو 1887 حتى دمجها في 1 ديسمبر 1897 في مستعمرة ناتال، فقد كانت اسميًا تحت حكم حكام ناتال البريطانيين، إلا أن أعلى سلطة استعمارية هناك كانت تعرف بمفوض مقيم وكبير الموظفين العموميين:
- - 1887-1893 السير ملموث أوسبورن (1834-1899)
  - 1893-1 ديسمبر 1897 سير مارشال جيمس كلارك (1841 - وفاته 1909)
- عندما تم إنشاء زامبسيا الجنوبية في 23 يناير 1894 (عرفت فيما بعد بـ روديسيا الجنوبية، وحاليًا زيمبابوي) من حكومتي ماشونلاند وماتابيليلاند (كان كلاهما مملوكًا لشركة جنوب إفريقيا البريطانية)، كان يديرها كبير الموظفين العموميين بجنوب زامبسيا:
  - 23 يناير 1894 - مايو 1894 أندرو دونكان (القائم بالأعمال)
  - مايو 1894 - 9 سبتمبر 1894 ليندر ستار جيمسون (المولد 1853 - الوفاة 1917)، الذي استمر في منصب المدير الأول لمحمية روديسيا (اتحاد 3 مايو 1895 لجنوب وشمال زامبسيا - زامبيا حاليًا - بوصفه محمية روديسيا).

### القضاة (Judicial Chief Magistrates)
بخلاف الجزء السابق، لا يتطلب هذا الاختصاص استقلالاً سياسيًا، ولذلك فقد يكون هناك دوائر إضافية فقط لتحقيق العدل. ومن الشائع أداء القضاة وظائف إضافية مختلفة عن التقاضي والتحكيم، ليس بوصفهم أمناء سجل أو كاتبي عدل، بل لا تعد هذه المهام من وظائفهم الأساسية التي تم تحديدها، وهي ليست ذات صلة بسياق هذا المقال.

### الإشارة إلى الرئاسة الأمريكية
كان من الشائع الإشارة إلى رئيس الولايات المتحدة باسم «كبير الموظفين العموميين» في وقت مبكر من تاريخ الجمهورية الأمريكية، على الرغم من أن استخدامه قد أصبح نادرًا للغاية اليوم. في عام 1793، وصف جورج واشنطن نفسه بـ «كبير الموظفين العموميين» في خطاب تنصيبه رئيسًا لفترة ثانية. وفي عام 1800، كتب ألكسندر هاميلتون في خطاب خاص لـ آرون بور، نشره بور لاحقًا دون إذنه، أنه كان يعد جون آدمز «غير مناسب لمنصب كبير الموظفين العموميين». وأخبر جيمس مونرو الكونجرس في القرن الثامن عشر، قبل أن يترك منصبه في تقرير للمجلس يعود تاريخه إلى 21 فبراير 1825، «من خلال واجبات هذا المنصب، وضعت المصالح الكبرى للأمة، في فروعها الأكثر أهمية، تحت رعاية كبير الموظفين العموميين». وأشار أبراهام لينكون إلى الرئيس بوصفه كبير الموظفين العموميين في خطاب تنصيبه الأول في عام 1861. وفي عام 1908، قال وودرو ويلسون «إن الرجال ذوي اللياقة البدنية والتمييز العادي لا يمكنهم أن يكونوا رؤساء فضلاً عن التمكن من العيش، إذا لم تكن هنالك قدرة على التخلص من الإجهاد بطريقة أو بأخرى. وعلينا أن نكون ملتزمين دائمًا باختيار كبير الموظفين العموميين (رئيس الموظفين) من بين الرياضيين الحكماء وذوي الحصافة، وهم فئة صغيرة». وكان ويلسون نفسه قد تم انتخابه رئيسًا بعد أربع سنوات.